# Monniken en nonnen

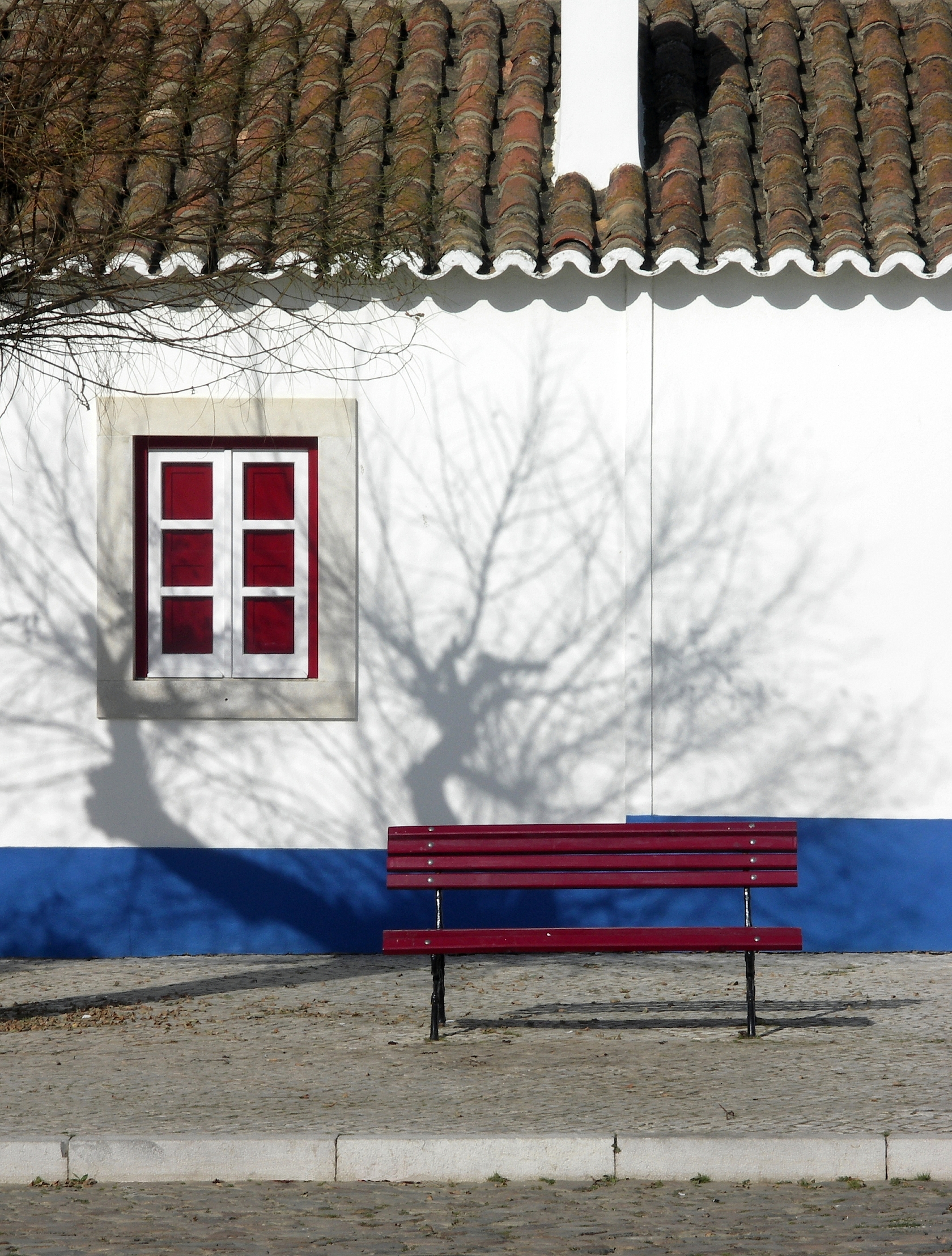
Voorbeeld van monniken- en nonnenpannen

Monniken en nonnen zijn bij elkaar horende, overlappende dakpannen, die om en om gelegd een dakbedekking vormen die sinds het begin van de Vroegmoderne Tijd in gebruik is.
De bovenliggende dakpannen (de monniken) hebben de vorm van een halve afgeknotte kegel. Zij komen, met de bolle zijde naar boven, te liggen op de onderliggende dakpannen (de nonnen) die met de bolle zijde naar beneden liggen. Met behulp van op de pannen aangebrachte nokken blijft het geheel op zijn plaats. De tapse kant ligt bij de monnik in tegengestelde richting van die van de non. Door de overlapping van de naast elkaar gelegen pannen is het dak bijna dubbel gedekt. De aansluiting tussen pannen die boven elkaar liggen wordt soms afgesloten, zoals op de foto van de Torenkerk in Winsum. Joostdevree.nl wijst op een overeenkomst met de Romeinse Tegula en Imbrex: ook dit pannenduo heeft een grote overlapping en een boogvormige bovenpan, maar de tegula, de onderpan, is vlak.
De Romeinse villa's werden reeds gedekt met pannen, maar deze klassieke afwerking raakte vergeten: in de Middeleeuwen gebruikte men wat voorhanden of met handwerk te maken was, bijvoorbeeld dakspanen, stro, riet of leien. Pas in de tweede helft van de 15e eeuw begon men weer met dakpannen te experimenteren en de monniken en nonnen waren de eerste modellen dakpan. Men vindt ze nog op enkele kerkgebouwen in Groningen en Friesland, zoals op het kerkje van Oostum en de kerk van Sellingen. In Zuid-Europa worden monniken en nonnen vaak toegepast.
Monniken en nonnen worden ook tegenwoordig nog vervaardigd, bijvoorbeeld door het Franse Terreal en het Duitse ERLUS AG. Een enkele maal worden ze voor moderne bouwwerken en mediterraan geïnspireerde villa's toegepast.

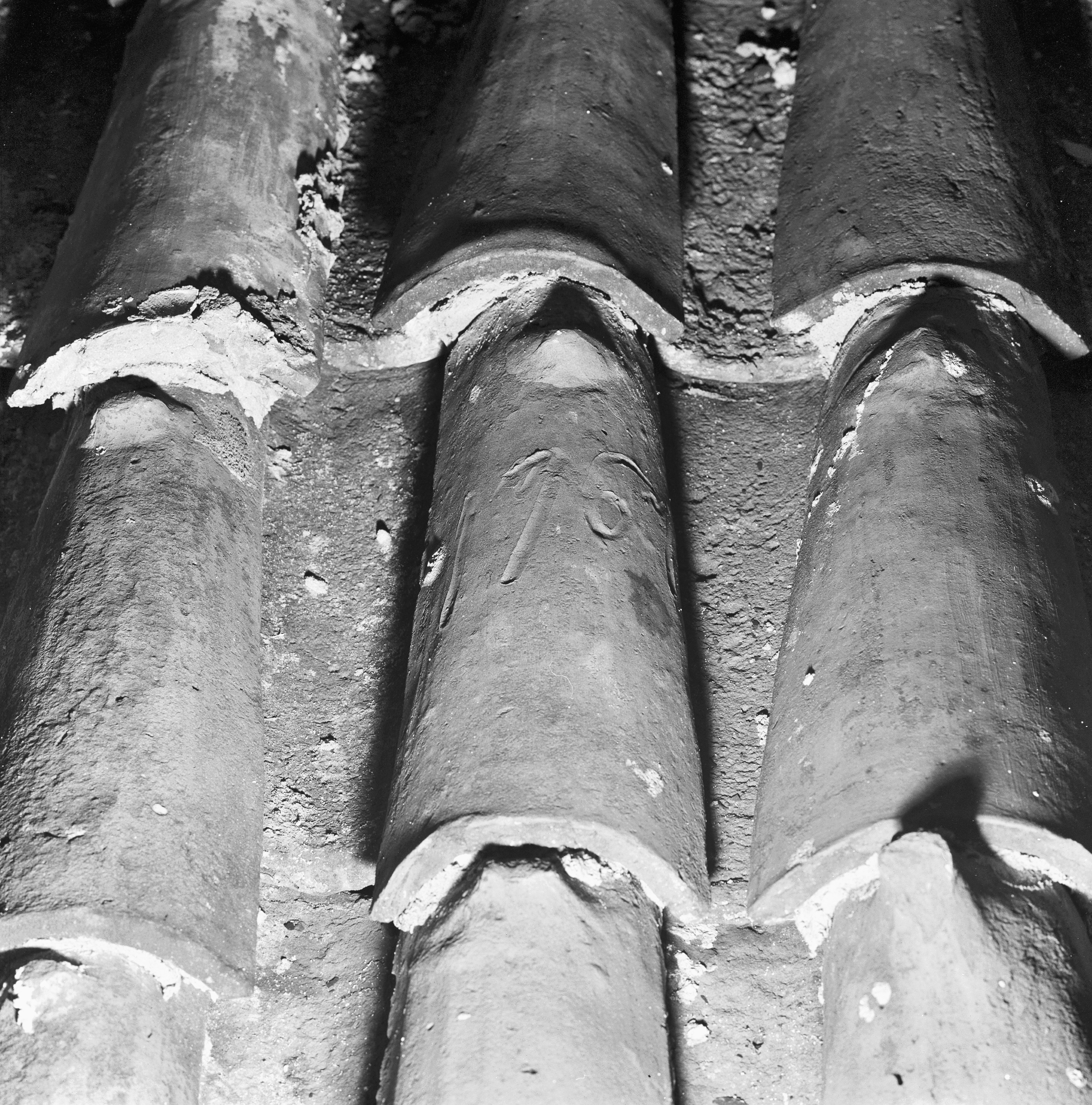
Monnikspan met jaartal 1767 op de Torenkerk te Winsum